# Carabodes granulatus
Carabodes granulatus är en kvalsterart som beskrevs av Banks 1895. Carabodes granulatus ingår i släktet Carabodes och familjen Carabodidae. Inga underarter finns listade.